# Maïko nationalpark
Maïko nationalpark (franska: parc national de la Maïko) är en nationalpark i Kongo-Kinshasa, bildad 1970. Den ligger i provinserna Norra Kivu, Maniema och Tshopo, i den nordöstra delen av landet, 1 400 km öster om huvudstaden Kinshasa.